# Золотухін Іван Васильович
Іван Васильович Золотухін (рос. Иван Васильевич Золотухин; нар. 3 квітня 1924, Москва, СРСР — пом. 12 лютого 1992, Москва, Росія) — радянський футболіст та тренер, виступав на позиції півзахисника. Заслужений тренер РРФСР.

## Клубна кар'єра
Футбольну кар'єру розпочав у 1949 році в клубі «Крила Рад» (Куйбишев).  У 1950 році був призваний на військову службу, яку проходив у ташкентському «Будинку офіцерів». Кар'єру гравця завершив у 1953 році.

## Кар'єра тренера
По завершенні кар'єри гравця розпочав тренерську діяльність. У 1955 році тренував челябінський «Локомотив». На початку 1957 року був призначений головним тренером харківського «Авангарду», яким керував до кінця 1958 року. Потім тренував клуби, з якими 6 разів здобував путівки до вищих ліг («Волга» Горький, «Динамо» Махачкала, «Шинник» Ярославль, «Спартак» Нальчик, «Спартак» Кострома та Рубін (Казань)|«Рубін» Казань). Також тренував клуби «Волга» (Калінін), «Авинтул» (Кишинів), «Уралмаш» (Свердловськ), «Торпедо» (Владимир) та «Арсенал» (Тула).
Помер 12 лютого 1967 в Москві у віці 67 років.

## Досягнення

### Як тренера
«Волга» (Горький)
- Друга підгрупа класу «А»
  -  Чемпіон (1): 1963

«Динамо» (Махачкала)
- Клас «Б», фінал
  -  Чемпіон (1): 1967

«Шинник» (Ярославль)
- Друга ліга СРСР, 2-а група
  -  Чемпіон (1): 1970

«Спартак» (Нальчик)
- Друга ліга СРСР, 3-я група
  -  Чемпіон (1): 1978

«Спартак» (Кострома)
- Друга ліга СРСР, фінал 1
  -  Чемпіон (1): 1980

«Рубін» (Казань)
- Друга нижча ліга СРСР, 7-а група
  -  Чемпіон (1): 1991

### Відзнаки
- Заслужений тренер РРФСР